# Сипска локомотивска вуча
Сипска локомотивска вуча је железнички систем који је изграђен на насипу Сипског канала и који је помагао бродовима да савладају брзину Дунава.

## Сипски канал
Све до краја 19. века Ђердапска клисура, позната по подводним стенама и брзацима, знатно је отежавала и успоравала пловидбу реком. У жељи да повећа пропусну моћ и пловидбу учини безбеднијом, угарска техничка комисија је 1889. године почела да гради Сипски канал. Градња канала завршена је 1896. године и коштала је око 10 милиона златних динара.
На отварању канала били су цар Фрања Јосиф, српски краљ Александар Обреновић и румунски краљ Карол Први, што довољно говори о значају његове изградње за што безбеднију пловидбу. Уз грмљавину топова, 27. септембра 1896. канал је свечано отворен.

## Превођење бродова кроз канал
Убрзо по отварању канала увидело се како је Дунав на овом месту и даље моћан и велика препрека за бродове. Брзина речног тока је износила 18 km на час, што је значило да бродовима треба помоћ у узводној пловидби.
Да ли су пројектанти погрешили, да ли су лоше проценили брзину воде у каналу, више није било од значаја. Грозничаво је тражено ново решење које су и нашли 1899. године увођењем паробродске вуче. То је рађено уз помоћ реморкера „Васкапу“ ( „Гвоздена врата“) који је у коришћење пуштен 1899. године. „Васкапу” се кретао навијањем челичног кабла (дужине 2 km и пречника 33,5 мм), положеног на дно реке, који су окретале две парне машине.
У првим данима рата 1914. године, српска војска запленила је брод и спровела га на Доњи Дунав, а касније и у Црно море. Тако је Сипски канал, без помоћне вуче, био ван употребе, што је довело до великих застоја у саобраћају. Да би се то превазишло, немачка Транспортна команда је 1916. године приступила постављању локомотивске вуче.
Тада је на обалном насипу изграђено 1800 метара колосека, као и постројења за локомотиве. Та мала пруга ушла је у све железничке карте света. Испомоћ бродовима пружале су три локомотиве, теглећи их помоћу челичне ужади. Приликом повлачења, 1918. године, Немци су минирали сва изграђена постројења. Управа поморства и речног саобраћаја тек 1928. године обновила је локомотивску вучу у обиму у коме су је поставили и Немци, а три године касније колосек је продужен за још 400 метара.
Током свог рада Сипска локомотивска вуча користила је 11 локомотива. Око пловидбе је све било једноставно, али само наизглед: помоћу челичног ужета бродови су тегљени локомотивом. Затегне се сајла и из локомотиве се зачује продоран писак. Точкови пуштају варнице, окрећу се у месту, пара притиска цилиндре и куља на све стране. Локомотива је бродове дочекивала са парним колима која су имала свог руковаоца. У том, посебном вагону постојало је парно витло чије би се уже качило о брод...
Трајало је то деценијама све док 1969. године изградњом прве ђердапске електране није створено велико акумулационо језеро. Вода је, једног јутра, ушла у просторије Сипске локомотивске вуче, скоро шест месеци пре него што су градитељи електране најавили и предвидели. Тако су под водом остале комплетна пруга и две немачке троцилиндричне парне локомотиве, чувене „берлинке”. Биле су из серије ЈД3/ Ј3 30, а изграђене 1930. у берлинској фабрици А. Борсинг. И даље су на дну језера, у дунавском муљу и вировима.